# Brienzwiler
Brienzwiler es una comuna suiza del cantón de Berna, situada en el distrito administrativo de Interlaken-Oberhasli. Limita al norte con la comuna de Lungern (OW), al este con Meiringen, al sur con Grindelwald, y al oeste con Hofstetten bei Brienz y Brienz.
La comuna se encuentra dividida en dos partes: la primera ubicada al norte, es la más pequeña y la que guarda el centro urbano de la comuna; la segunda se encuentra al sur, y constituye un exclave comunal, además de ser la parte más grande de la comuna, se encuentra despoblada. Hasta el 31 de diciembre de 2009 situada en el distrito de Interlaken.